# Bodo Korsig
Bodo Korsig (* 1962 in Zwickau) ist ein deutscher Künstler, der medien- und gattungsübergreifend mit verschiedenen Techniken und Materialien arbeitet, darunter Holzschnitt, Zeichnung, Malerei, Skulptur, Fotografie, Video und Performance. Bekannt wurde Korsig durch großformatige Holzschnitte und Monotypien. Seine Arbeiten sind weltweit in über 50 Museen sowie in öffentlichen und privaten Sammlungen vertreten.

## Leben
Korsig lebt und arbeitet in Trier und New York. Er studierte Bildhauerei und Steinrestaurierung in Berlin. Seine Arbeiten setzen sich in Form von Holzschnitten, Skulpturen, Malerei und Raum-, sowie Videoinstallationen mit den kognitiven Prozessen des menschlichen Hirns auseinander und dessen irrationalen Verhaltens.
Neben Skulpturen und Installationen führte er zahlreiche Projekte im öffentlichen Raum aus, unter anderen die Arbeit State of Mind (2012) am Erbeskopf (Rheinland-Pfalz) oder die Installation Connecting the dots – Challenge the status quo (2018) im Hsinchu Science Park in Taiwan.
Im Laufe seiner Karriere produzierte der Künstler über 40 limitierte Künstlerbücher, die in Zusammenarbeit mit internationalen Schriftstellen wie John Ashbery (USA), Peter Wawerzinek (Deutschland), Paul Auster (USA) oder Akira Tatehara (Japan) entstanden.

## Ausstellungen (Auswahl)

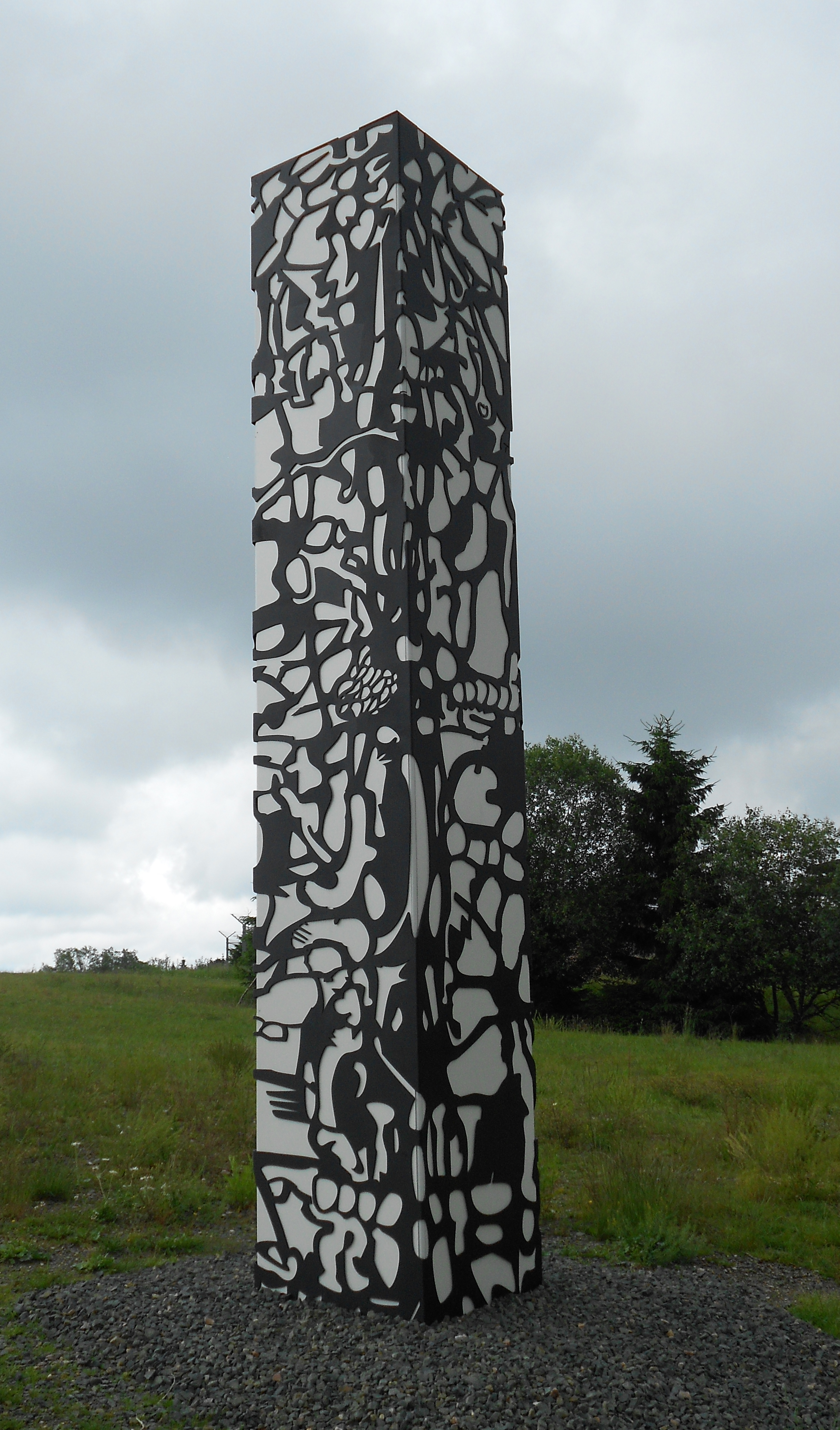
State of Mind, Erbeskopf (DE), 2012

- 2000, Trussardi Art Center, Milano, Italien
- 2000, Maier Museum of Art, Lynchburg, Virgina, USA
- 2001, Tucson Museum of Art, Arizona, USA
- 2001, Kunstmuseum Bochum, Deutschland
- 2002, Smart Museum of Art Chicago, USA
- 2002, Fukumitsu Art Museum, Japan
- 2003, Musée d’Histoire, Luxembourg, Luxembourg
- 2006, Allentown Art Museum, USA
- 2007, Leonardimuseum Dresden, Deutschland
- 2007, Tenri Cultural Institute New York, USA
- 2007, Czech Museum of Fine Arts Prag, Tschechien
- 2008, Huan Tie Museum, Beijing, China
- 2009, Jyväskylä Art Museum, Finnland
- 2009, Museum Biederman Donaueschingen, Deutschland
- 2010, The Dishman Art Museum, USA
- 2011, Stadtgalerie Saarbrücken
- 2011, Arp Museum Bahnhof Rolandseck, Deutschland
- 2011, Museum Villa Rot, Burgrieden-Rot, Deutschland
- 2012, Inside-out Art Museum Beijing
- 2013, Museo de Arte Popular, Mexico
- 2013, National Museum of History, Sofia, Bulgaria
- 2014, Museum, Westerland, Deutschland
- 2015, Kunstverein Pforzheim, Deutschland
- 2015, ZKM Karlsruhe, Deutschland
- 2016, Museum Simeonstift Trier, Deutschland
- 2016, Morean Arts Center, St. Petersburg, FL USA
- 2017, Jewish Institute of Religion Museum, New York, USA
- 2017, Museum im Kulturspeicher Würzburg, Deutschland
- 2018, Museum am Dom Trier
- 2019, Städtische Galerie Bietigheim-Bissingen, Deutschland
- 2020, Museum Pfalzgalerie Kaiserslautern, Deutschland
- 2021, Museum Het Valkhof Nijmegen, Niederlande
- 2021, Kunstkontur Nürnberg, Deutschland
- 2022, Neuer Kunstverein Aschaffenburg, Deutschland
- 2022, Landesmuseum Mainz, Deutschland[5]

## Auszeichnungen (Auswahl)
- 1995: Ramboux-Preis, Trier
- 1997: Kunstpreis 1997 Holzschnitt, Ludwigsburg
- 2004: Grand Prix 4th International Triennial Prague 2004
- 2013: Artport Kunstpreis